# Bekim Fehmiu
Bekim Fehmiu (in serbocroato: Беким Фехмију; Sarajevo, 1º giugno 1936 – Belgrado, 15 giugno 2010) è stato un attore jugoslavo.

## Biografia
Nato a Sarajevo, all'epoca capoluogo della Bosnia nel Regno di Jugoslavia, da famiglia di etnìa albanese, si laureò presso l'Accademia delle Belle Arti di Belgrado.
Interpretò vari film in diverse lingue, con importanti attori e registi jugoslavi, europei e americani. Fehmiu fu il primo attore dell'Europa orientale a diventare una stella durante la guerra fredda.
Raggiunse la notorietà impersonando il sanguigno protagonista del film Ho incontrato anche zingari felici (1967) di Aleksandar Petrović.
Fu attivo anche in Italia in diverse produzioni cinematografiche e televisive (lo sceneggiato Odissea, 1968; il film L'ultima neve di primavera, 1973; le serie televisive I vecchi e i giovani, 1979 e Un bambino di nome Gesù, 1987-89).
Bekim Fehmiu fu trovato morto il 15 giugno 2010 nel suo appartamento di Belgrado. Sul caso le indagini hanno portato all'ipotesi di un suicidio.
Il suo corpo fu cremato e le ceneri disperse nel Danubio.

## Filmografia

### Cinema
- Non uccidere (Tu ne tueras point), regia di Claude Autant-Lara (1961)
- Sasa, regia di Radenko Ostojic (1962)
- Pod isto nebo, regia di Ljubisa Georgijevski e Miomir Stamenkovic (1964)
- Neprijatelj, regia di Zivojin Pavlovic (1965)
- Ko puca otvorice mu se (1965)
- Klakson, regia di Vojislav Rakonjac (1965)
- Devojka, regia di Mladomir Djordjevic (1965)
- Ko puca otvorice mu se, regia di Marko Babac (1965)
- Morgan matto da legare (Morgan: A Suitable Case for Treatment), regia di Karel Reisz (1966)
- Roj, regia di Miodrag Popovic (1966)
- Vreme ljubavi, regia di Vlada Petric e Nikola Rajic (1966)
- Tople godine, regia di Dragoslav Lazic (1966)
- Ho incontrato anche zingari felici (Skupljaci perja), regia di Aleksandar Petrović (1967)
- Protest, regia di Fadil Hadzic (1967)
- Uzrok smrti ne pominjati, regia di Jovan Zivanovic (1968)
- L'ultimo avventuriero (The Adventurers), regia di Lewis Gilbert (1970)
- La spina dorsale del diavolo (The Deserter), regia di Niksa Fulgosi e Burt Kennedy (1970)
- Klopka za generala, regia di Miomir Stamenkovic (1971)
- L'ultima neve di primavera, regia di Raimondo Del Balzo (1973)
- Deps, regia di Antun Vrdoljak (1974)
- Kosava, regia di Dragoslav Lazic (1974)
- Il testimone deve tacere, regia di Giuseppe Rosati (1974)
- Il gioco della verità, regia di Michele Massa (1974)
- C.I.A. Criminal International Agency sezione sterminio (Permission to Kill), regia di Cyril Frankel (1975)
- Libera, amore mio!, regia di Mauro Bolognini (1975)
- Cagliostro, regia di Daniele Pettinari (1975)
- Pavle Pavlovic, regia di Mladomir Djordjevic (1975)
- Salon Kitty, regia di Tinto Brass (1975)
- Black Sunday, regia di John Frankenheimer (1977)
- Specijalno vaspitanje, regia di Goran Markovic (1977)
- Disposta a tutto, regia di Giorgio Stegani (1977)
- Stici pre svitanja, regia di Aleksandar Djordjevic (1978)
- Partizanska eskadrila, regia di Hajrudin Krvavac (1979)
- Siroko je lisce, regia di Petar Latinovic (1981)
- Sarâb, regia di Abdelhafidh Bouassida (1982)
- Pavilón seliem, regia di Dusan Trancík (1982)
- La vocazione di Suor Teresa (La voce), regia di Brunello Rondi (1982)
- Crveni i crni, regia di Miroslav Mikuljan (1985)
- Genghis Khan, regia di Ken Annakin (1992)
- Balkan Island: The Last Story of the Century, regia di Lordan Zafranović (1997)

### Televisione
- Odissea, regia di Franco Rossi, Piero Schivazappa e Mario Bava – miniserie TV (1968)
- Paljenje rajhstaga, regia di Arsenije Jovanovic – film TV (1972)
- I vecchi e i giovani, regia di Marco Leto – miniserie TV (1979)
- Poslednja prica, regia di Miloš Pavlović – film TV (1987)
- Un bambino di nome Gesù, regia di Franco Rossi – miniserie TV (1988)
- Disperatamente Giulia, regia di Enrico Maria Salerno – miniserie TV (1989)
- Il cuore e la spada, regia di Fabrizio Costa – miniserie TV (1998)

## Doppiatori italiani
- Luciano De Ambrosis in L'ultima neve di primavera, Un bambino di nome Gesù
- Giuseppe Rinaldi in Odissea
- Giacomo Piperno in L'ultimo avventuriero
- Sergio Graziani in Il testimone deve tacere
- Walter Maestosi in Cagliostro (nel ruolo di Alessandro, conte di Cagliostro)
- Gianni Musy in Cagliostro (nel ruolo di Giuseppe Balsamo)
- Stefano Satta Flores in Black Sunday
- Vittorio Di Prima in Il cuore e la spada